# Eucephalobus mucronatus
Eucephalobus mucronatus är en rundmaskart. Eucephalobus mucronatus ingår i släktet Eucephalobus, och familjen Cephalobidae. Arten är reproducerande i Sverige.